# チャプター・ワン (アルバム)
『チャプター・ワン』("Chapter One: Latin America")は、ガトー・バルビエリのアルバム。副題は『ラテンアメリカ』。1973年に南米(ブエノスアイレス, リオデジャネイロ)で録音され、同年にImpulse!よりリリース。本作と次作『チャプター・トゥー』の全収録曲に未発表音源を加えた2枚組のコンピレーション盤『Latino America』が、1997年にリリースされた。

## 評価
Creem誌において、ロバート・クリストガウは「バルビエリの前作『ボリビア』同様、商業主義に迎合することなくアバンギャルドを半大衆向けに読み替えて見せたマイルス・デイビスを筆頭とした数少ないジャズマン達による作品の一つとして、本作は推薦できる。」と評している。 オールミュージックのレビューは、「本作はタイトルが示すように、1970年代ジャズの偉大だが忘れられた傑作の中の一枚である。」として4つ星半の評価を与えている。
| 専門評論家によるレビュー            | 専門評論家によるレビュー |
| レビュー・スコア                    | レビュー・スコア         |
| 出典                                | 評価                     |
| ----------------------------------- | ------------------------ |
| Allmusic                            | [ 5 ]                    |
| The Rolling Stone Jazz Record Guide | [ 6 ]                    |

## 収録曲
1. "Encuentros" (Gato Barbieri) - 12:28
2. "India" (J. Asunción Flores/M. Ortiz Guerrero) - 8:58
3. "La China Leoncia Arreo La Correntinada Trajo Entre La Muchachada La Flor De La Juventud" (Gato Barbieri) - 13:33

- - Part 1 - 2:28
  - Part 2 - 2:45
  - Part 3 - 4:32
  - Part 4 - 3:53

1. "Nunca Mas" (Gato Barbieri) - 5:25
2. "To Be Continued" (Gato Barbieri) - 2:27

## パーソネル
- Gato Barbieri (ts)
- Raul Mercado (quena) #1-3
- Amadeo Monges (Indian harp) #1-3
- Ricardo Lew (elg) #1,3
- Quelo Palacios (g) #1-3
- Isoca Fumero (charango) #1,3
- Antonio Pantoja (anapa, erke, siku, quena, erkencho) #1-3
- Adalberto Cevasco (elb) #1-4
- Dino Saluzzi (bandoneon) #4
- Domingo Cura (bombo indio) #1-3
- Pocho Lapouble (ds) #1,3
- Jorge Padin (perc) #1,3
- El Zurdo Roizner (perc) #1-3
- Osvaldo Bellingieri (p) #4